# 2916 Voronveliya
2916 Voronveliya este un asteroid din centura principală, descoperit pe 8 august 1978 de Nikolai Cernîh.